# Utrka na 3 milje momčadski na Olimpijskim igrama
Momčadska utrka na 3 milje (4828 m) trčala se samo jednom i to 14. i 15. lipnja 1908. na  OI u Londonu. Bilo je prijavljeno 6 momčadi s tri do maksimalno pet trkača (ukupno 28). Za konačni poredak nije bilo bitno istrčano vrijeme nego plasman po mjestima pojedinog trkača što se zbrajalo te time dobio konačni rezultat utrke. Prvi bi dobio jedan bod, drugi dva i tako redom. Momčad s najmanje skupljenih bodova je pobijedila. 
Osvajači medalja su prikazani u donjoj tablici:
| Olimpijske igre | Zlato                                             | Srebro                                      | Bronca                                            |
| London 1908.    | VBR Joseph Deakin Archie Robertson William Coales | SAD John Eisele George Bonhag Herbert Trube | FRA Louis de Fleurac Joseph Dreher Paul Lizandier |